# 標茶町
標茶町（日语：／ Shibecha chō）位於北海道釧路綜合振興局川上郡的町。來自富山縣和長野縣的滿蒙開拓團遣返者，在二戰後大多數移居至此。
町名是來自阿伊努語「si-pet-ca」（分別為大・川・岸的意思），阿伊努語研究者山田秀三表示，自阿伊努時代以來，該地區就是連接現在的釧路、標津與斜裡的交通樞紐，推測是因為釧路川而得名。

## 地理
標茶町為日本全國第六大的町，於釧路市中心東北方約40公里，釧路川由北向南穿越轄區。周圍為環山包圍形成盆地，南部有釧路濕原，全濕原面積為18,290公頃，其中約65%位於標茶町內。

## 歷史
- 1885年：設置釧路集治監（監獄）及塘路熊牛村外四村戶長役場。
- 1892年：來自香川縣的移民團「貫誠社」進入塘路地區開墾，但於半年後解散。
- 1901年：釧路集治監廢除。
- 1903年：弟子屈、屈斜路兩村獨立設置弟子屈外一村戶長役場（現在的弟子屈町）。[5]
- 1908年：設置軍馬補充部川上支部。
- 1923年：成立為熊牛村，為二級村。[6]
- 1927年：釧網本線標茶段全線通車。
- 1929年：熊牛村改名為標茶村，因「熊牛」一名讓人誤以為是位於深山的村莊。
- 1945年：軍馬補充部廢除。
- 1950年11月1日： 改制為標茶町
- 1955年：太田村廢除，北部的茶安別地區併入標茶町。

## 產業
當地主要產業是酪農業，昭和時代開始了相關產業活動，部分飼養乳牛的農場主開始將生乳加工製成奶油及奶油等乳製品，並在釧路出售。近年雖然農場數量逐年減少，不過乳牛數量反而增加。旅遊方面以南部的塘路湖為中心，觀光火車方面目前有釧網本線的「ノロッコ川湯温泉号」以及冬季限定的「SL冬の湿原号」停靠標茶站。

## 交通

### 機場
- 釧路機場（位於釧路市）
- 中標津機場（位於中標津町）

### 鐵路
- 北海道旅客鐵道
  - 釧網本線：磯分內車站 - 標茶車站 - 茅沼車站 - 塘路車站

### 道路
| 一般國道 - 國道272號 - 國道274號 - 國道391號 主要地方道 - 北海道道13號中標津標茶線 - 北海道道14號厚岸標茶線 - 北海道道53號釧路鶴居弟子屈線 | 道道 - 北海道道221號塘路厚岸線 - 北海道道243號阿寒標茶線 - 北海道道424號磯分內停車場線 - 北海道道885號養老牛虹別線 - 北海道道951號泉川線 - 北海道道959號線 - 北海道道1040號弟子屈熊牛原野線 - 北海道道1052號線 - 北海道道1060號塘路線 - 北海道道1128號厚岸昆布森線 |

## 觀光景點

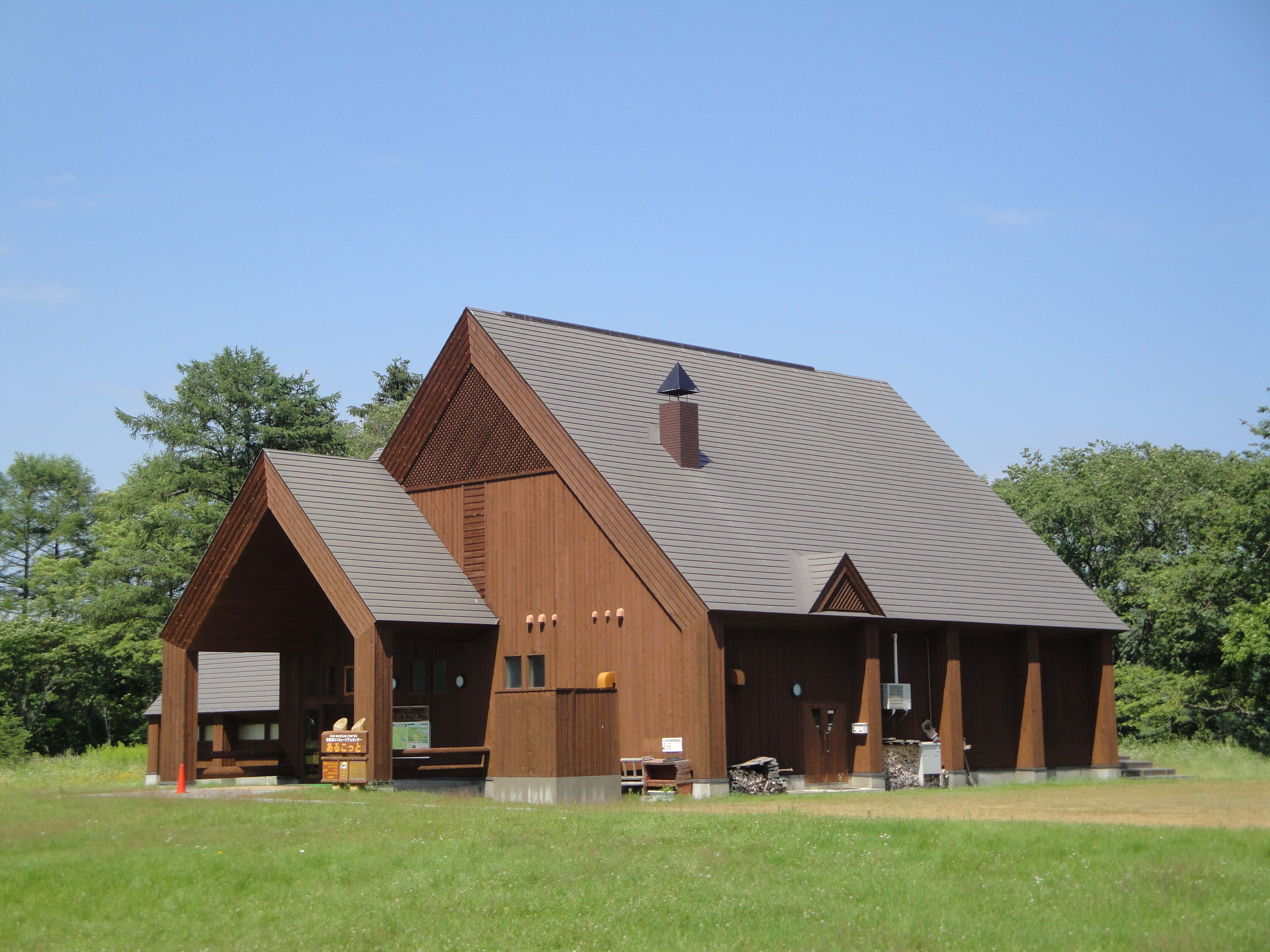
塘路湖環境博物館中心

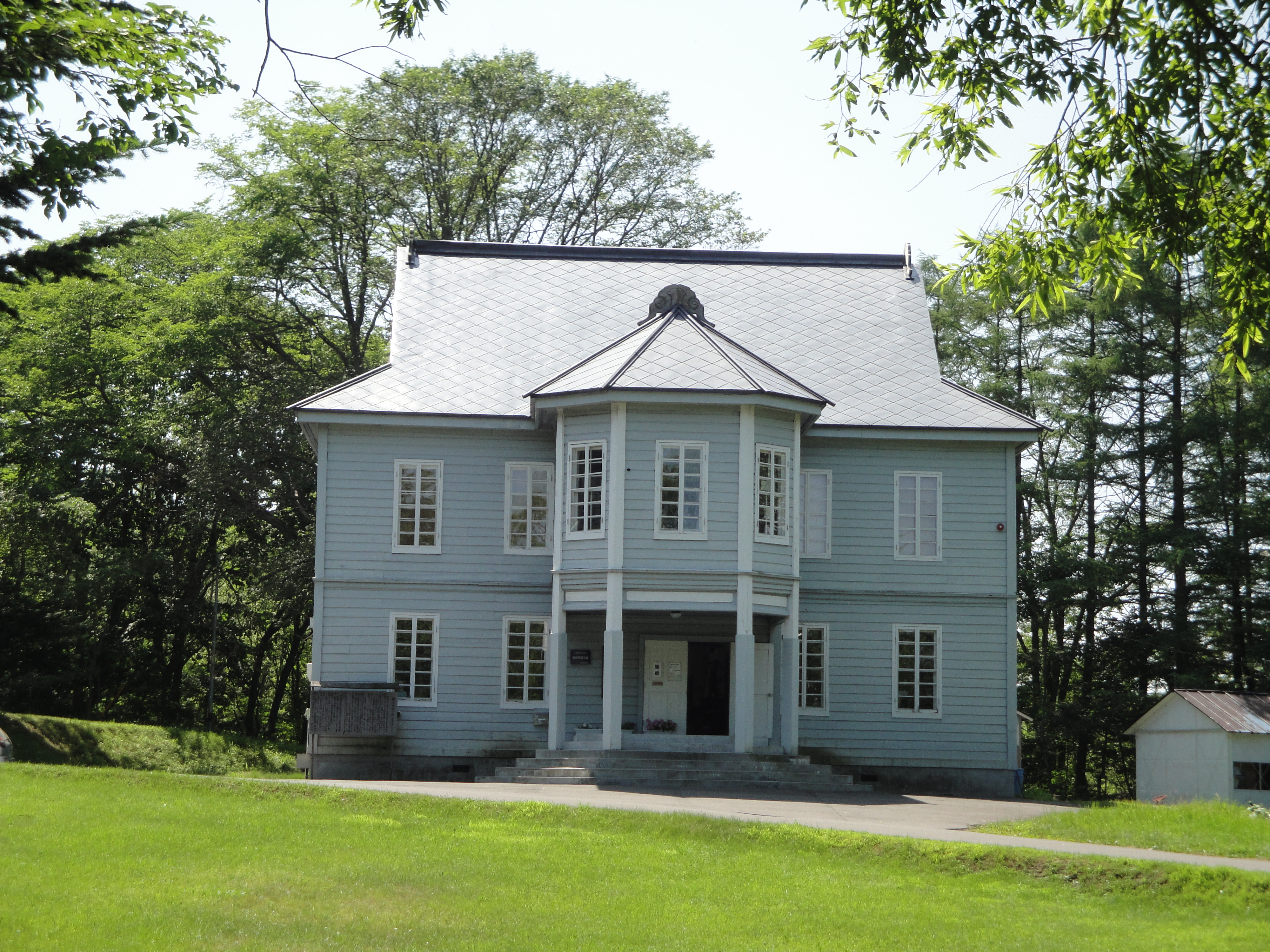
標茶町鄉土館

- 釧路濕原：國指定天然記念物
- 多和平展望台
- 茅沼溫泉
- 塘路湖
- 標茶溫泉
- 標茶町鄉土館

## 教育

### 大學設施
- 京都大學農學部附屬實驗林

### 高等學校
- 道立北海道標茶高等學校

### 中學校
| - 標茶町立標茶中學校 - 標茶町立虹別中學校 - 標茶町立阿歷內小中學校 | - 標茶町立久著呂中央小中學校 - 標茶町立塘路小中學校 - 標茶町立中茶安別小中學校 |

### 小學校
| - 厚岸町立磯分內小學校 - 厚岸町立標茶小學校 - 厚岸町立虹別小學校 - 厚岸町立沼幌小學校 | - 厚岸町立阿歷內小中學校 - 厚岸町立久著呂中央小中學校 - 厚岸町立塘路小中學校 - 厚岸町立中茶安別小中學校 |

## 本地出身的名人
- 藤岡信勝 （教育學者）
- 高橋惠子 （女演員）